# Іцхак Абарджіль
Іцхак Абарджіль, (івр. יצחק אברג'יל; народився 14 лютого 1969, Лод) — ізраїльський злочинець і раніше вважався одним з лідерів організованої злочинності в Ізраїлі, глава кримінальної сім'ї Аберджіль. Вважається однією з головних цілей розвідки ізраїльської поліції. Абарджіль був засуджений за вбивство, наркотики, азартні ігри і відмивання грошей.

## Біографія
Іцхак Аберджіль народився в місті Лод. У родині де він народився, було шість хлопчиків і чотири дівчинки. Іцхак наймолодший з десяти дітей. Всі брати включаючи самого Іцхака, стали злочинцями (брати Меїр, Яішь, Яків, Авраам, Елі і Іцхак).
У 1986 році, у віці 17 років, Іцхак був визнаний винним у вбивстві Якова Коена з міста Луд, після того як його кращий друг Шимон Шитріт, дав проти нього свідчення в суді, він був засуджений до 17 років позбавлення волі, які він відбував у багатьох ізраїльських в'язницях. Під час свого відбування терміну, Аберджіль, зумів згуртувати навколо себе однодумців з ув'язнених, які відбувають терміни в один час з ним і зміг взяти під свій контроль не тільки ув'язнених, а навіть і адміністрацію багатьох тюрем. Протягом цього періоду, Аберджіль з в'язниці контролював гральний бізнес разом з членами своєї сім'ї та партнерами на свободу.
Після свого звільнення з в'язниці, Іцхак Аберджіль організовує велику мережу контрабанди екстазі в Амстердамі і США за допомогою іншого авторитету Одеда Туіто. За оцінками поліції, через цю мережу були поширені мільйони таблеток екстазі. У 2004 році, поліція сформувала список активів, що належать до підпільної організації, яка включала в себе 37 компаній, 48 апартаментів і 56 транспортних засобів (кілька великих автомобілів класу люкс і морських судів).

## Конфлікти і гангстерські війни
У 2003 році між злочинними сім'ями Абутбуль з Нетанії їх союзником на той час Зєев Розенштейном, а також угрупованням братів Охана з Ганею Тікви створився союз проти Іцхака Аберджіль і його сім'ї, в процесі конфлікту до кримінальної сім'ї Аберджіль в якості союзників приєдналися інші сім'ї такі як Габриели і Альперон, причиною конфлікту став контроль над утилізацією банок для напоїв. В рамках цього конфлікту був убитий авторитет з Хід ха-Шарона Хайм Шааб, один з лідерів армії Аберджіль, Шааб був викритий в шпигунстві проти братів Охана, соратників Розенштейна. Разом з Шааб був убитий перукар не має відносин до злочинного світу. У тому ж році (2003) був убитий Овадія Охана, глава угруповання Охана перед камерами безпеки в прямому ефірі на стоянці перед його будинком, від пістолетних пострілів двох мотоциклістів без шоломів. Арешти в 2009 році всіх учасників кримінального угруповання братів Охана зупинили їх участь у війні.
У 2004 році, Аберджіль бере під контроль сірий ринок в Тель-Авіві, отримавши величезний кредит від одного з великих лихварів і власника відомого розкішного ресторану. Ізраїльська поліція підписала договір про співпрацю з поліцією по всьому світу, з метою представити Аберджіеля перед судом в Європі.
У 2005 році на Іцхака було скоєно замах, по дорозі додому в Арад в його машину потрапив снаряд RPG, машина загорілася але Іцхак залишився живим, замах не вдався. У тому ж році він був залучений в гральний бізнес в Єрусалимі, в партнерстві з вийшов з в'язниці Елі Наїм на прізвисько (Маг).
У 2006 році поліція заарештувала групу найманих убивць з Білорусії які були найняті для усунення старшого брата Іцхака, Меира Аберджеля і Езри Габриели (батька колишнього члена Кнесету Інбаль Габриели). Після арештів, були виявлені підпільні гральні мережі, і Аберджіль був заарештований, але незабаром звільнений.
У 2007 році, 2 канал Ізраїльського телебачення випустив в ефір відео з бійкою на якому представник родини Альперон нападає на Іцхака Аберджеля після чого їх розбороняють.

## Арешт і екстрадиція в США і повернення на батьківщину
У 2008 році Аберджіль був заарештований за підозрою у вбивстві ізраїльського наркоторговця Самі Атіас, відбілюванню грошей, торгівлі наркотиками та приладдя до злочинної організації. Крім цього йому висунули звинувачення в іншій справі про вбивство ув'язненого, і масштабного відбілювання капіталу, а також пред'явили гучна справа про розкрадання в особливо великих розмірах — Дело «Торгового Банку» і привласненні коштів (підозри були пов'язані з тим що головний фігурант цієї справи переховувався від правосуддя на квартирі Аберджіль в Амстердамі), і численні спроби вбивства конкурентів в області наркотиків та азартних ігор: Бенні Абутбуль сім'я, Зєєва Розенштейна і їх союзників. Поліцією були знайдені докази після допиту фігурантів у справі про вбивство на пляжі в Бат-Ям.
12 січня 2011 року, Іцхак Аберджіль і його брат Меїр були передані владі Сполучених Штатів. Протягом короткого часу Меїр був звільнений, а Іцхака засудили на вісім з половиною років.
Через 10 місяців у в'язниці, брати уклали угоду з американським судом, в рамках угоди його брат Меїр був звільнений, так як утримання під вартою в Ізраїлі було зараховано до загального терміну.
У 2012 році в ЗМІ публікується стаття про те що Аберджіль подав прохання Американській владі провести залишок свого терміну три роки в Ізраїлі Незабаром після цього ізраїльська поліція заарештувала п'ятьох підозрюваних членів клану Аберджіль.
У тому ж році поліція арештовує групу професійних убивць з 5 осіб належать до клану Аберджіль.
У 2013 році ЗМІ публікують інформацію про війну між кримінальною родиною Муслім і сім'єю Аберджель яка триває 16 місяців, і про спроби поліції зупинити її, в результаті цієї війни 9 жертв і один пропав без вісті. Пізніше збільшилася кількість жертв до 16, і число зниклих без вести до двох. За оцінками поліції причина війни була давня помста, і сталася через відсутність керівника організації який відбував термін в той період за межами Ізраїлю.
30 січня 2014 року Іцхак Аберджіль повертається до Ізраїлю для завершення відбування покарання.
18 травня 2015 Іцхак Аберджіль і ще 43 інших представників мафіозної структури сім'ї були заарештовані у справі 512 за підозрою в причетності до спроби ліквідації Зєєва Розенштейна в 2003 році.